# Greatest Kiss
Greatest Kiss är ett samlingsalbum av Kiss, utgivet den 8 april 1997. Den sålde guld i Sverige.

## Låtförteckning
1. Detroit Rock City (3:38) - Stanley/Ezrin
2. Black Diamond (5:14) - Stanley
3. Hard Luck Woman (3:35) - Stanley
4. Sure Know Something (4:02) - Stanley/Poncia
5. Love Gun (3:16) - Stanley
6. Deuce (3:04) - Simmons
7. Goin' Blind (3:36) - Simmons/Coronel
8. Shock Me (3:47) - Frehley
9. Do You Love Me (3:34) - Fowley/Ezrin/Stanley
10. She (4:08) - Simmons/Coronel
11. I Was Made For Loving You (4:30) - Stanley/Child/Poncia
12. Shout It Out Loud (Live '96) (3:39) - Stanley/Simmons/Ezrin
13. God Of Thunder (4:15) - Stanley
14. Calling Dr. Love (3:45) - Simmons
15. Beth (2:46) - Criss/Penridge/Ezrin
16. Strutter (3:12) - Simmons/Stanley
17. Rock And Roll All Night (2:53) - Stanley/Simmons
18. Cold Gin (4:22) - Frehley
19. Plaster Caster (3:27) - Simmons
20. God Gave Rock And Roll To You II (5:20) - Ballard/Stanley/Simmons/Ezrin